# Sławomir Kretkowski
Sławomir Hanusz Kretkowski (ur. 2 lipca 1947 w Płocku, zm. 17 września 2022) – polski działacz opozycyjny w PRL, uczestnik wydarzeń Marca 1968, więzień polityczny, drukarz Niezależnej Oficyny Wydawniczej NOWA.

## Życiorys
Był synem Matyldy Kretkowskiej.
W 1965 rozpoczął studia historyczne na Uniwersytecie Warszawskim, w latach 1965–1966 współpracował z Wojciechem Ziembińskim, wykonywał i kolportował ulotki fotograficzne dotyczące ataku wojsk sowieckich na Polskę 17 września 1939 i zbrodni katyńskiej. W 1965 został członkiem Związku Młodzieży Socjalistycznej, należał do grupy tzw. komandosów. W październiku 1966 należał do organizatorów otwartego spotkania z Leszkiem Kołakowskim i Krzysztofem Pomianem w Instytucie Historii UW, podczas którego mówcy krytycznie spojrzeli na niedotrzymanie przez władze PRL obietnic poczynionych w październiku 1956. W związku z akcją petycyjną w obronie represjonowanego za udział w tym spotkaniu Adama Michnika został w marcu 1967 usunięty z ZMS, a w kwietniu 1967 ukarany naganą przez rektora UW. Od lutego do wiosny 1967 uczestniczył krótko w spotkaniach grupy samokształceniowej założonej przez Józefa Dajczgewanda.  Uczestniczył w proteście ulicznym przeciwko zdjęciu z afisza Dziadów Adama Mickiewicza w reżyserii Kazimierza Dejmka, po proteście został zatrzymany przez funkcjonariuszy SB i następnie skazany przez kolegium ds. wykroczeń na karę grzywny w kwocie 3000 złotych. 1 lutego 1968 wszedł w skład delegacji studenckiej, która w tej samej sprawie spotkała się z prorektorem UW Ludwikiem Bazylowem. Uczestniczył w spotkaniach przygotowujących wiec studencki planowany na 8 marca 1968 na UW. 8 marca 1968 w godzinach rannych został jednak zatrzymany i zwolniony po tygodniu. Następnie przyłączył się do protestów studenckich, 25 marca 1968 został w formie szykany skierowany wraz z innymi studentami na przeszkolenie wojskowe, które odbywał w Hrubieszowie i Żaganiu. Po powrocie do Warszawy został aresztowany 18 czerwca 1968. Ostatecznie 29 października 1968 stanął przed sądem razem z Józefem Dajczgewandem (bronił go Maciej Dubois), a proces był relacjonowany przez prasę (Zdzisław Andruszkiewicz i Alina Reutt poświęcili mu artykuł Komandosi przed sądem. Sojusz nienawiści opublikowany w Walce Młodych z 24 listopada 1968). Ostatecznie 9 listopada 1968 został skazany na karę 1,5 roku pozbawienia wolności za udział w związku, którego celem była realizacja wrogiego PRL programu politycznego. Wyrok ten został utrzymany w mocy orzeczeniem Sądu Najwyższego z 11 lutego 1969. Wyszedł z więzienia na podstawie amnestii 25 lipca 1969.
Po opuszczeniu więzienia nie mógł powrócić na studia na UW. W latach 1969–1970 pracował jako pracownik fizyczny w Instytucie Biologii Doświadczalnej PAN, w latach 1971–1972 jako archiwista w Instytucie Onkologii. Równocześnie na nowo podjął współpracę z Wojciechem Ziembińskim, dla którego przygotowywał plakaty i ulotki, filmował i fotografował nabożeństwa patriotyczne. W 1972 podjął zaoczne studia historyczne na Uniwersytecie Łódzkim (ukończone w 1979), od 1974 pracował w Archiwum Akt Nowych. Był sygnatariuszem Listu 101 ze stycznia 1976 przeciwko zmianom w Konstytucji PRL. Od 1976 współpracował jako drukarz z Komitetem Obrony Robotników, drukował Komunikat „KOR” i Biuletyn Informacyjny „KOR”, był także aktywnym kolporterem. Od 1977 był etatowym drukarzem  Niezależnej Oficyny Wydawniczej NOWA. We wrześniu 1977 podpisał Deklarację Ruchu Demokratycznego. Współpracował także z Komitetem Samoobrony Społecznej „KOR” oraz Polskim Porozumieniem Niepodległościowym.

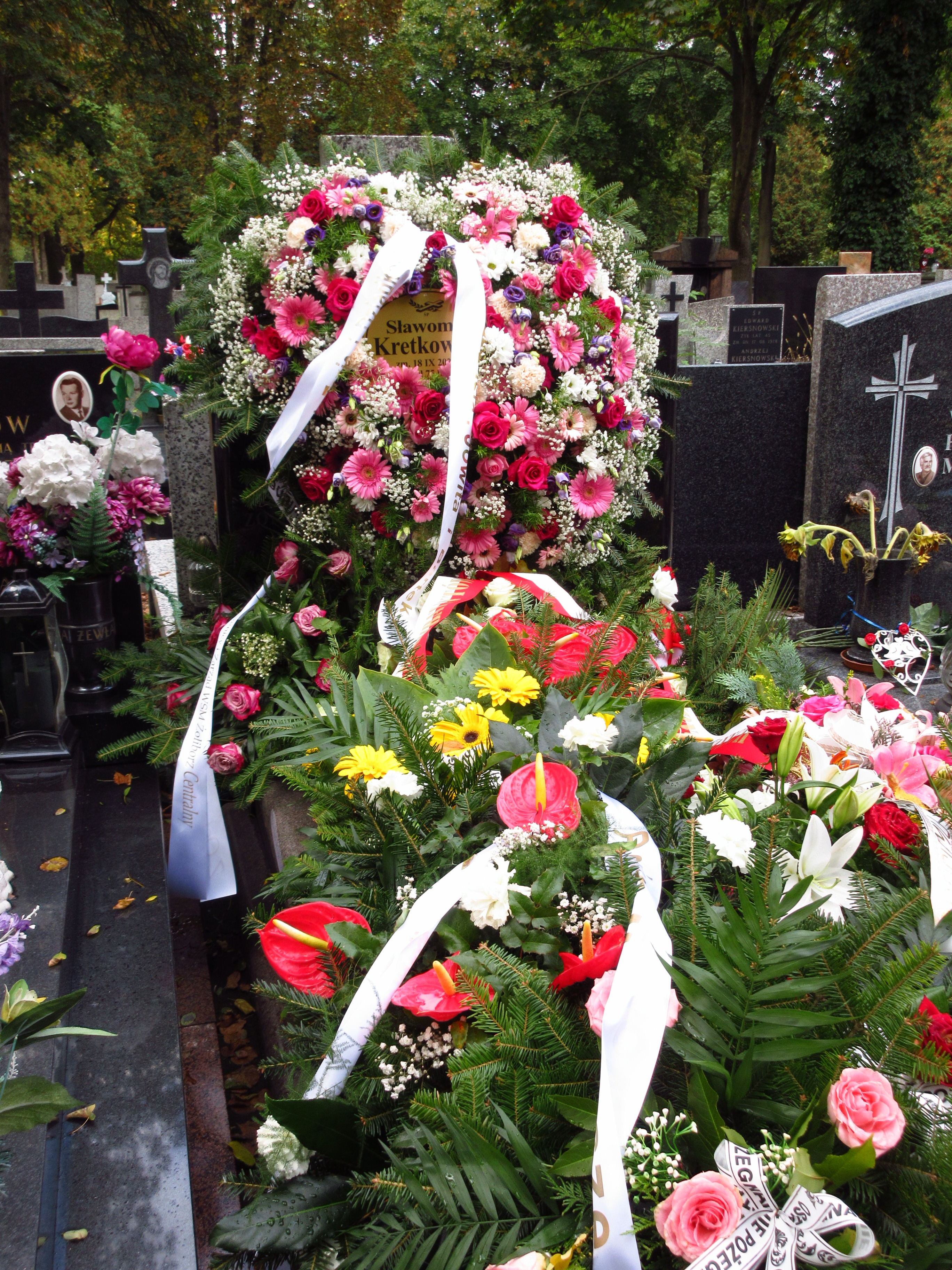
Grób Sławomira Kretkowskiego na Cmentarzu Bródnowskim (stan z dn. 2.10.2022 r.).

W 1980 został członkiem NSZZ „Solidarność”, od 1981 pracował w Komitecie Wydawniczym Regionu Mazowsze. Był sygnatariuszem deklaracji założycielskiej Klubów Służby Niepodległości (we wrześniu 1981) oraz Klubów Rzeczypospolitej Samorządnej Wolność-Sprawiedliwość-Niepodległość (w listopadzie 1981). 13 grudnia 1981 został internowany, przebywał w Białołęce, następnie Jaworzu i Darłówku, został zwolniony w sierpniu 1982. Następnie zaangażował się w działalność wydawnictw podziemnych, zajmował się organizacją papieru, lokali na potrzeby drukarni, transportu i kolportażu, współpracował z dziennikarzami zachodnich agencji prasowych, a także Mirosławem Chojeckim i paryskim Kontaktem. Od 1984 był członkiem redakcji pism Praworządność i Praworządność-Dokumenty. Od 1988 był jednym z wydawców pisma Robotnik Mazowiecki (z Grzegorzem Ilką, Jackiem Pawłowiczem i Tomaszem Truskawą), w tym samym roku współpracował też Serwisem Informacyjnym Solidarności przygotowywanym przez Wojciecha Maziarskiego i Piotra Niemczyka podczas strajków na Wybrzeżu Gdańskim.
W latach 1990–1991 był bezrobotny, w latach 1992–2010 pracował jako filmowiec i archiwista w Grupie Filmowej Kontakt, następnie Media-Kontakt, w 2010 przeszedł na rentę.
Od 1989 był członkiem Stowarzyszenia Dziennikarzy Polskich.
W 1999 otrzymał Odznakę „Zasłużony Działacz Kultury”, w 2006 został odznaczony Krzyżem Komandorskim Orderu Odrodzenia Polski, w 2017 otrzymał Krzyż Wolności i Solidarności. Pochowany na cmentarzu Bródnowskim (kwatera 49D-6-2). 